# 日本児童文学者協会
一般社団法人日本児童文学者協会（いっぱんしゃだんほうじんにほんじどうぶんがくしゃきょうかい）は、児童文学の普及運動と主とする児童文学者の団体である。社団法人であり、文化庁（文化部芸術文化課）の監督下にある公益法人であったが、公益法人改革法案に則り2012年4月1日付けで一般社団法人へ移行した。定款変更により代表者が、会長から理事長に変更されたため会長の那須正幹が理事長になり、移行後の総会を経て丘修三が理事長に就任した。

## 沿革
第二次世界大戦終了後の1945年9月、関英雄が友人らと相談の上、児童文学者の統一団体の発起をおこない「少年倶楽部」系の大衆児童文学作家を除く「赤い鳥」系、「プロレタリア児童文学」系、「童話文学」系の児童文学者たちの賛同を得て、翌1946年3月17日に創立総会を開いた。関らの当初案では「児童文芸家協会」という名称であったが、小川未明の提案により「児童文学者協会」となった。発足当初の会員数は、39人であり、創立半年後に創刊された機関誌『日本児童文学』掲載の会員名簿では60人だった。1949年10月より会長制を敷き初代会長に小川未明を選出。1958年に社団法人の申請をするに当たり「日本児童文学者協会」と改称し、1963年9月11日に社団法人の認可を受けた。2012年4月1日、一般社団法人に移行。会長制を廃止し、代表者は理事長となった。
作家、評論家、研究者、翻訳者、読書運動家などで構成される会員と、著作権継承者である準会員によって構成され、2015年現在の会員数は約950名。職能団体的な性格も持つが、綱領にある「民主主義的な児童文学を創造し普及する」に示されているように児童文学運動団体としての性格を持っている。この点が、友好団体でもある純粋な職能団体の日本児童文芸家協会（1955年創立）と違う点である。
主な事業としてオピニオン誌としての隔月刊誌『日本児童文学』の発行や協会編纂物の出版、年度賞としての日本児童文学者協会賞・同新人賞、三越左千夫少年詩賞の贈呈、各種講座、研究会の開催。著作権などの作家生活権擁護、国際交流、子どもと児童文学に関わる社会的発言と行動などがある。会報として「zb通信」を発行している。

## 歴代会長（1949年～2012年）
1. 小川未明 （1949.10-1950.11）
2. 秋田雨雀 （1950.12-1956.11）
3. 坪田譲治 （1956.12-1957.11）
4. 藤沢衛彦 （1957.12-1961.4）
5. 酒井朝彦 （1961.5-1962.4）
6. 与田凖一 （1962.5-1964.4）
7. 塚原健二郎 （1964.5-1965.7、代行・関英雄理事長）
8. 小出正吾 （1966.5-1972.3）
9. 川崎大治 （1972.4-1974.3）
10. 藤田圭雄 （1974.4-1991.4）退任後は、名誉会長。
11. 関英雄 （1991.5-1996.4、代行・木暮正夫理事長）
12. 古田足日 （1997.5-2002.4）
13. 砂田弘 （2002.5-2006.4）
14. 木暮正夫 （2006.5-2007.1、代行・川北亮司理事代表）
15. 那須正幹 （2007.5-）　2012年4月1日付一般社団法人移行により理事長に役職変更。

- 在任中に亡くなった場合は、理事の代表者が総会での次期会長選出まで代行を務めることになっていた。

## 歴代理事長（一般社団法人移行後）
1. 那須正幹（2012.4～2012.5）
2. 丘修三（2012.6～2016.5）
3. 内田麟太郎（2016.6～2020.5）
4. 藤田のぼる（2020.6～）

## 出版物
- 日本児童文学（隔月刊:小峰書店）
- 県別ふるさとの民話（1978年～1983年、偕成社）
- 県別ふるさと童話館（1997年～2001年、リブリオ出版）
- 児童文学の戦後史（1978年、東京書籍）
- 戦後児童文学の50年（1996年、文溪堂）
- 現代日本児童文学作家事典（1991年、教育出版センター）
- 戦後児童文学の証言（2022年、日本児童文学者協会）

## 主催文学賞

### 新人文学賞

#### 創作
- 長編児童文学新人賞
- 日本児童文学者協会新人賞

#### 評論、論考
- 日本児童文学者協会評論新人賞

#### ノンフィクション作品
- 子どものための感動ノンフィクション大賞

### 功労文学賞
- 日本児童文学者協会賞
- 三越左千夫少年詩賞